# 小島鹿之助
小島 鹿之助（こじま しかのすけ、文政13年2月1日（1830年2月23日） - 明治33年（1900年）3月9日）は、江戸時代末期（幕末）から明治にかけての武蔵国多摩郡小野路村（現在の東京都町田市小野路町）の名主。新選組の支援者。諱は為政。号は韶斎。天然理心流門人。

## 生涯
文政13年（1830年）、武蔵国多摩郡小野路村の名主・小島角左衛門の長男に生まれる。新選組副長の土方歳三は縁戚にあたる。
漢学を菊地菊城、遠山雲如らに学んだとされ18歳で小野路村名主となる。嘉永元年（1848年）、天然理心流宗家3代目・近藤周助の門人となり後の新選組局長近藤勇（天然理心流宗家4代目）や同門で日野宿名主の佐藤彦五郎と義兄弟の契りを交わす。
近藤や土方らが浪士組として京都へ上洛し、新選組を結成した後も文通を欠かさず良き相談役となっていた。慶応4年（1868年）に戊辰戦争が勃発し甲州勝沼の戦いに備えて農兵隊を組織していたが、参戦前に甲陽鎮撫隊が敗走した為解散。近藤の処刑、土方の戦死を無念に思い佐藤らと共に「殉節両雄之碑」建立に尽力し、明治6年（1873年）頃には2人の事績を書き綴った本（後に『両雄士伝』）を残した。
明治33年（1900年）死去。享年71。

## 肖像
椅子に座った姿を写した写真が現存する。